# Кулен-Вендорф
Кулен-Вендорф (нем. Kuhlen-Wendorf) — община в Германии, в земле Мекленбург-Передняя Померания.
Входит в состав района Пархим. Подчиняется управлению Штернбергер Зеенландшафт.  Население составляет 940 человек (на 31 декабря 2010 года). Занимает площадь 49,60 км².